# Escalada nos Jogos Mundiais de 2009
As competições de escalada nos Jogos Mundiais de 2009 ocorreram entre 18 e 19 de julho na Escola Shoushan. Quatro eventos foram disputados.

## Quadro de medalhas
| Ordem | País          | Medalha de ouro | Medalha de prata | Medalha de bronze |    |
| ----- | ------------- | --------------- | ---------------- | ----------------- | -- |
| 1     | China         | 2               | 1                |                   | 3  |
| 2     | Japão         | 1               |                  |                   | 1  |
| 2     | Eslovénia     | 1               |                  |                   | 1  |
| 4     | Rússia        |                 | 1                | 1                 | 2  |
| 5     | Espanha       |                 | 1                |                   | 1  |
| 5     | Coreia do Sul |                 | 1                |                   | 1  |
| 7     | França        |                 |                  | 2                 | 2  |
| 8     | Ucrânia       |                 |                  | 1                 | 1  |
| TOTAL | TOTAL         | 4               | 4                | 4                 | 12 |

## Medalhistas
| Evento                          | Ouro            | Prata                      | Bronze                  |
| Velocidade masculino (detalhes) | CHN Zhong Qixin | RUS Evgeny Vaytsekhovsky   | UKR Maksym Styenkovyy   |
| Velocidade feminino (detalhes)  | CHN He Cuilian  | CHN He Cuifang             | RUS Olga Morozkina      |
| Condução masculino (detalhes)   | JPN Sachi Amma  | ESP Patxi Usobiaga Lacunza | FRA Romain Desgranges   |
| Condução feminino (detalhes)    | SLO Maja Vidmar | KOR Kim Ja-in              | FRA Caroline Ciavaldini |